# Moderkaka
Moderkakan eller (lat.) placentan är ett tillfälligt organ, som bildas i kroppen hos de flesta däggdjur av honkön under graviditet. Moderkakan består av två delar - den ena är genetiskt och biologiskt en del av fostret, den andra en del av modern. Moderkakan är inbäddad i livmoderväggen, där den tar emot näringsämnen och syre från moderns blod, och överför det till fostret, samt tar emot avfallsprodukter från fostret som moderns kropp sen kan göra sig av med. De två blodomloppen är helt skilda. Gränsen mellan moderkakans två delar utgör en barriär som filtrerar bort det mesta som kan skada fostret, såsom bakterier. En del ämnen såsom alkohol tränger dock igenom denna barriär, liksom många sorters virus.
Förutom att medla överförsel av gaser och näringsämnen, har moderkakan även metabol och endokrin funktion - den tillverkar exempelvis enzymer, och utsöndrar hormoner såsom progesteron, vilket är viktigt för att graviditeten ska fullföljas. Moderkakan tillverkar också placentalaktogen som ökar mängden glukos och lipider i moderns blod, vilket ökar näringsöverföringen till fostret och är orsaken till att moderns blodsockernivåer ökar under graviditeten. Hormonet koriongonadotropin tillverkas inte av något annat organ än moderkakan. Dess viktigaste uppgift är att under graviditetens tidigaste skede stimulera cellerna i gulkroppen till att producera mer progesteron, så att graviditeten inte avbryts.
Mellan moderkakan och fostret löper navelsträngen, som består av blodkärl och bindväv. Vid förlossningen kommer moderkakan ut efter barnet, och kallas ofta efterbörd. Navelsträngen klipps oftast av efter att pulsationerna har upphört. Ibland klipps den av direkt efter barnets födelse; andra gånger väntar man tills navelsträngen torkar in och bryts av sig själv, så kallad lotusfödsel. Hos de flesta däggdjur biter modern av navelsträngen och äter upp moderkakan, ett fenomen som kallas placentofagi.
De enda däggdjur som inte har moderkaka är kloakdjuren, en grupp däggdjur som lägger ägg och som finns i Australien och Nya Guinea.
Pungdjuren, som främst finns i Australien, har en enkel äggule-liknande moderkaka som tillbakabildas i ett tidigt stadium av fostrets utveckling.  Just av denna anledning är pungdjur bland de få däggdjur som inte förtär sin egen moderkaka vid förlossning.

## Moderkaka hos andra djurgrupper
Det här avsnittet är helt eller delvis baserat på material från  engelskspråkiga Wikipedia, Viviparity, 3 oktober 2020.
Förutom däggdjur har också ett organ med liknande funktion utvecklats genom konvergent evolution i andra artgrupper. Exempel inkluderar vissa arter av skorpioner och kackerlackor, vissa släkten av hajar (bland annat hammarhajar) och ormar (bland annat kungsboan ger näring åt sin avkomma medelst både en placenta och en gulesäck, vilket är högst ovanligt bland reptiler, och bland allt annat utom revhajar och placentadäggdjur), och klomaskar.
Det verkar som om någon slags överföring av näring från honan (eller, som hos sjöhästar, hanen) förekommer hos alla levandefödande arter, men de med fullt utvecklade placentor, såsom therior, vissa skinkar och vissa fiskar kan förlita sig på att på den vägen överföra alla nödvändiga näringsämnen till avkomman, och eliminera alla avfallsprodukter från ämnesomsättningen, så snart placentan helt har utbildats tidigt under dräktigheten. För sådana arter finns det en direkt och nära kontakt mellan moderns och embryots vävnader, men också en placentabarriär för att begränsa eller förhindra okontrollerad överföring av patogener.
I åtminstone en skinkart i den stora familjen Trachylepis överförs nästan all näring före födelsen via placentan till embryona. I livmodern är äggen mycket små, cirka 1 mm i diameter, med mycket litet äggula och mycket tunna skal. Skalmembranet är rudimentärt och tillbakabildas, varigenom näring kan tas upp direkt från livmodersekret. Ur embryonas korion utvecklas därefter inträngande vävnader som växer mellan cellerna i livmoderväggen tills de kan ta upp näring från moderns blodkärl. Medan det tränger igenom livmoderväggen tillväxer vävnaden kraftigt tills den bildar vävnadshöljen under livmoderns epitel. Så småningom avlägsnar de epitelet och ersätter det, så att de kommer i direkt kontakt med moderns kapillärer. I flera avseenden anses detta fenomen vara av stor betydelse inom teoretisk zoologi. Författarna noterar att en sådan endotelkorionisk placenta är väsensskild från den för varje annan känd levandefödande reptil.